# 奥尔马什哈佐
奥尔马什哈佐，是匈牙利佐洛州所辖的一个村，总面积4.98平方公里，总人口64，人口密度12.9人/平方公里（2010年1月1日）。